# Kévin Lejeune
Kévin Lejeune (Cambrai, 22 de janeiro de 1985) é um ex-futebolista profissional francês.

## Carreira
Kévin Lejeune começou a carreira no Auxerre.